# Berkeley (Missouri)
Berkeley – miasto w Stanach Zjednoczonych, w stanie Missouri, w hrabstwie St. Louis.